# Sant Jeroni (Pietro Torrigiano)
Sant Jeroni és una escultura en fang cuit realitzada pel florentí Pietro Torrigiano per encàrrec de la comunitat del monestir de Sant Jeroni de Buenavista (Sevilla). És d'estil renaixentista italià, del primer terç del segle xvi. Aquesta obra es troba custodiada al Museu de Belles Arts de Sevilla.

## Història i descripció
Aquesta escultura va ser realitzada en fang cuit policromat, material molt de moda a la ciutat de Sevilla del segle XV i xvi. Segons comta Vasari a la biografia de Torrigiano, l'escultor va prendre com a model un vell criat dels comerciants florentins Botti, establerts a Sevilla.
|  |

Va ser una obra mestra, admirada i molt valorada pels artistes sevillans de fins del segle xvi. En ella van aprendre a esculpir anatomia tots els escultors andalusos de generacions posteriors. Un dels grans admiradors, ja al segle xviii, va ser el pintor Goya, de qui s'explica que es va aturar al monestir de Buenavista dues vegades, amb l'única intenció de contemplar l'escultura. Està documentat que va comentar al seu amic Ceán Bermúdez la seva gran admiració per aquest Sant Jeroni.
L'escultura presenta una anatomia perfecta del cos d'un ancià, realitzada en mida natural. Amb un genoll a terra, el sant mostra una creu amb la seva mà esquerra mentre que la dreta té una pedra, instrument que el servia per mortificar-se copejant-se amb ella. La policromia aporta realisme i una gran qualitat. Torrigiano va establir un precedent amb aquesta imatge; el sant va ser representat gairebé sempre d'aquesta forma des d'aquesta iconografia.